# Podilymbus
Podilymbus Lesson, 1831 è un genere di uccelli acquatici della famiglia dei Podicipedidi.

## Tassonomia
Il genere comprende due specie:
- Podilymbus gigas † Griscom, 1929 - podilimbo gigante o svasso dell'Atitlan
- Podilymbus podiceps (Linnaeus, 1758) - podilimbo comune